# Theodore Taylor
Pour les articles homonymes, voir Taylor.
Theodore Brewster Taylor (11 juillet 1925 - 28 octobre 2004) est un physicien nucléaire américain dont les contributions ont renforcé l'arsenal de son pays pendant la guerre froide.

## Biographie
Taylor a notamment travaillé au Laboratoire national de Los Alamos de 1948 à 1956 où il a inventé de nouveaux types de bombes. 
Très inquiet de l'usage potentiel de ses créations, il a rejoint le secteur privé. Il est entré chez General Atomics, une division de General Dynamics créée à San Diego en 1955. Il utilise ses connaissances à des fins médicales. Il participe ensuite au projet Orion qui consiste à employer le nucléaire pour explorer l'espace. Le Traité sur la non-prolifération des armes nucléaires signé en 1963 mettra un terme à ces recherches. 
Ses compétences seront aussi utilisées dans les années 1980 par le journal anglais Sunday Times pour valider les révélations de Mordechai Vanunu, technicien israélien qui trahit le secret de la centrale nucléaire de Dimona.
Taylor meurt le 28 octobre 2004 à l'âge de 79 ans.